# زاخوروو
زاخوروو (به لهستانی:  Zahorów) یک روستا در لهستان است که در گمینا پیشچاتس واقع شده‌است.